# Михайлов Василь Михайлович
Василь Михайлович Михайлов (6 грудня (19 грудня) 1894, село Дорохово Верейського повіту Московська губернія (за іншими даними — місто Москва), Російська імперія — 26 вересня 1937, Москва) — радянський партійний діяч, секретар ЦК РКП(б), 1-й заступник начальника будівництва «Дніпрогесу». Член ЦК ВКП(б) (березень 1921 — березень 1922; квітень 1923 — червень 1930). Кандидат у члени ЦК ВКП(б) (квітень 1922 — квітень 1923; липень 1930 — червень 1937). Член Організаційного бюро ЦК РКП(б) (березень 1921 — березень 1922). Кандидат у члени Організаційного бюро ЦК ВКП(б) (квітень 1923 — травень 1924; січень 1926 — червень 1930). Кандидат у члени Секретаріату ЦК РКП(б) (червень 1923 — травень 1924). Член ЦК КП(б)У (червень 1930 — січень 1937).

## Біографія
Народився в родині палітурника—друкаря. У травні 1903 — жовтні 1906 року — хлопчик—учень Сергіївського скляного заводу Бромлея в селі Дорохово Верейського повіту. У 1906 році закінчив сільську школу в селі Алексіно Верейського повіту Московської губернії.
з 1906 року жив і працював у Москві. У жовтні 1906 — грудні 1909 року — брошурувальник в палітурній майстерні Мартьянова. У грудні 1909 — жовтні 1914 року — брошурувальник в типографії Ситіна. У 1913 році закінчив Пречистенські загальноосвітні вечірні курси для робітників у Москві.
У жовтні 1914 — грудні 1915 року — брошурувальник в типографії Мамонтова.
Член РСДРП(б) з жовтня 1915 року.
У грудні 1915 — червні 1916 року — брошурувальник в типографії Левенсона. У червні 1916 — квітні 1917 року — секретар каси хворих на фабриці товариства Рябовської мануфактури паперових виробів у Москві.
Брав участь у виданні більшовицького журналу «Голос печатного труда». У травні — грудні 1917 року вибирався скарбником Спілки друкарів Москви.
У грудні 1917 — жовтні 1918 року — член Московської Ради, член Московського комітету РСДРП(б), член президії міської районної ради, голова надзвичайної комісії (ЧК) Міського району Москви.
У жовтні 1918 — серпні 1920 року — на політичній роботі в Червоній армії: інструктор-інспектор, начальник політичного відділу дивізії РСЧА на Південному фронті.
У серпні 1920 — березні 1921 року — член правління Московського губернського відділу Спілки друкарів, член президії Московської міської ради професійних спілок, член президії ЦК Спілки друкарів.
16 березня 1921 — 27 березня 1922 року — секретар ЦК РКП(б).
У квітні 1922 — жовтні 1923 року — член секретаріату (секретар) Московського губернського комітету РКП(б).
У жовтні 1923 — липні 1924 року — відповідальний секретар Замоскворецького районного комітету РКП(б) міста Москви.
У липні 1924 — січні 1925 року — секретар Московського губернського комітету РКП(б).
У січні 1925 — травні 1929 року — голова Московської міської ради професійних спілок.
У травні 1929 — 1932 року — 1-й заступник начальника тресту «Дніпробуд» на будівництві «Дніпрогесу». У 1932 — травні 1934 року — начальник «Дніпрокомбінату» у місті Запоріжжі Дніпропетровської області.
У травні 1934 — червні 1937 року — начальник будівництва Палацу Рад у Москві.
11 червня 1937 року заарештований органами НКВС. Розстріляний, похований на Донському кладовищі Москви. Посмертно реабілітований 23 травня 1956 року.

## Нагороди
- орден Леніна (17.09.1932)